# Відносини Ізраїль — Європейський Союз
Ізраїль є асоційованою державою Європейського Союзу. Відносини між двома країнами оформлені в Європейській політиці сусідства (ЄПС), Євро-середземноморському партнерстві та Середземноморському Союзі.
Основні правові зв'язки між Ізраїлем та ЄС встановлені Угодою про асоціацію 1995 року. Кілька інших угод стосуються галузевих питань.
Відносини між Ізраїлем та Європейським Союзом загалом позитивні на економічному рівні, хоча на політичному рівні вплинув ізраїльсько-палестинський конфлікт. Зокрема, Ізраїль розглядає чотири десятиліття декларацій ЄС щодо ізраїльсько-палестинського конфлікту як односторонні та пропалестинські.

## Історія

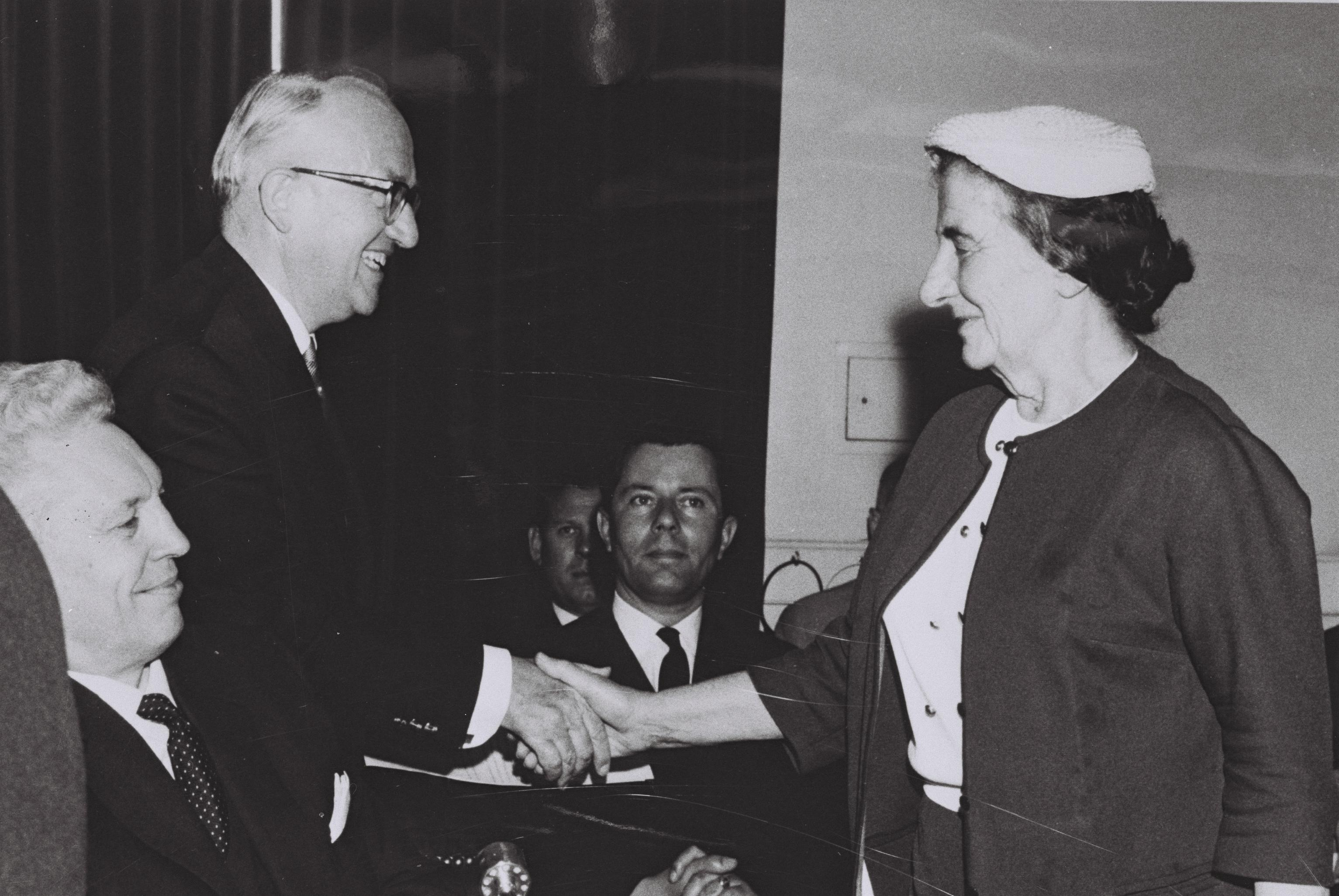
Голда Меїр і Вальтер Гальштайн, перший президент Комісії ЄЕС, 1964 рік

Ізраїль і Європейська економічна спільнота встановили дипломатичні відносини ще в 1959 році. Перша угода про зону вільної торгівлі була підписана в 1975 році. У Раді в Ессені в 1994 році ЄС продемонстрував свою готовність встановити особливі відносини з Ізраїлем.
Багатосторонньо Ізраїль бере участь у Барселонському процесі 1995 року (Євро-Середземноморське партнерство ) та наступному в 2008 році Союзі для Середземномор’я, а з 2003 року – у Європейській політиці сусідства (ЄПС).
У двосторонньому порядку, після Угоди про співробітництво в 1975 році, Угода про асоціацію набула чинности в 2000 році, яка передбачала пільговий економічний, комерційний, технологічний та науково-дослідний статус між сторонами. Вона включала заходи щодо створення зони вільної торгівлі промисловими товарами, лібералізації торгівлі сільськогосподарськими товарами, послугами та руху капіталу. Угода також заклала основу для культурного, наукового та політичного співробітництва.

### Угода про асоціацію між ЄС та Ізраїлем (2000)
Угода про асоціацію між ЄС та Ізраїлем формує правову основу, яка регулює відносини між Ізраїлем та Європейським Союзом, створена за зразком мережі євро-середземноморських угод між Союзом та його партнерами на південному фланзі Середземного моря.
Угода з Ізраїлем включає угоди про вільну торгівлю промисловими товарами та пільгові угоди щодо торгівлі сільськогосподарською продукцією (нова угода тут набула чинности в 2004 році) і відкриває перспективу для більшої лібералізації торгівлі послугами та сільськогосподарськими товарами з 2005 року. Угода про асоціацію була підписана в Брюсселі 20 листопада 1995 року та набула чинности 1 червня 2000 року після ратифікації парламентами 15 держав-членів, Європейським парламентом та Кнесетом. Він замінює попередню Угоду про співробітництво від 1975 року.
Угода про асоціацію створила два основні органи діалогу ЄС-Ізраїль. Рада асоціації ЄС-Ізраїль (відбувається на рівні міністрів) та Комітет асоціації ЄС-Ізраїль (відбувається на рівні вищих посадових осіб) зустрічаються через регулярні проміжки часу для обговорення політичних та економічних питань, а також двостороннього та регіонального співробітництва.

У статті 2 Угоди про асоціацію зазначено:
Відносини між Сторонами, а також усі положення самої Угоди ґрунтуються на повазі до прав людини та демократичних принципів, що керує їхньою внутрішньою та міжнародною політикою та є невід'ємним елементом цієї Угоди.

#### Спір про преференційний режим для ізраїльської продукції, що походить з палестинських територій
Товари з ізраїльських поселень на окупованих палестинських територіях не підпадають під дію угоди про вільну торгівлю, оскільки не вважаються ізраїльськими.
З 1998 року Ізраїль та ЄС ведуть суперечку щодо правового режиму продукції, що експортується до ЄС з окупованих палестинських територій. Ізраїль стверджує, що вони виробляються на його митній території і, таким чином, повинні підпадати під дію Угоди про асоціацію та користуватися преференційним режимом. ЄС стверджує, що території не є частиною Ізраїлю і є незаконними згідно з міжнародним правом, і тому такі продукти не мають переваги від преференційного режиму.
У 2001 році Європейська комісія підтвердила відсутність преференційного статусу для таких продуктів, що викликало обурені реакції Ізраїлю, хоча економічне значення ізраїльської продукції, що базується на територіях, дуже обмежене (100 мільйонів євро на рік на загальну суму 6 мільярдів євро). /рік). На відміну від ЄС, Сполучені Штати визнають безмитні товари, що експортуються з територій згідно з угодою про вільну торгівлю від 1985 року.
У 2004 році було обговорено рішення, згідно з яким ізраїльська влада вказує в сертифікаті походження географічне розташування виробничого майданчика (наприклад, Ізраїль, Баркан), не вказуючи, чи походять товари з територій. Тоді митні органи ЄС можуть визначити точне походження та надати преференційний режим лише для товарів із власне Ізраїлю, надаючи де-факто значення політиці ЄС щодо невизнання територій як частини Держави Ізраїль.
Рішення Європейського суду у 2010 році у справі Brita підтвердило, що товари, що походять із Західного берега, не відповідають вимогам преференційного митного режиму відповідно до Угоди ЄС та Ізраїлю, і що протилежні твердження ізраїльської влади не є обов’язковими для митних органів ЄС. У своїх міркуваннях Суд ЄС посилався на наявність двох чітких і рівноправних угод про асоціацію, одна з Ізраїлем, що поширюється на «територію Держави Ізраїль», і одна з ООП, що поширюється на територію Західного берега і Сектор Газа, а також на загальний принцип міжнародного звичаєвого права, згідно з яким зобов'язання не можуть бути покладені на третю сторону без її згоди. Суд дійшов висновку, що Угода ЄС-Ізраїль не може тлумачитися таким чином, щоб змусити палестинську владу відмовитися від свого права здійснювати компетенцію, надану їм згідно з Угодою ЄС-ООП, і, зокрема, утримуватися від здійснення права на видачу митних документів, що підтверджують походження товарів, вироблених на Західному березі і в секторі Газа. Звідси випливає, що продукти походженням із Західного берега не підпадають під територіальну сферу дії Угоди між ЄС та Ізраїлем і, отже, не відповідають вимогам преференційного режиму за цією угодою.
У 2015 році МЗС Ізраїлю оголосило, що «Ізраїль призупиняє свій дипломатичний діалог з ЄС на різних форумах» через політику, яку ЄС ухвалив щодо маркування продуктів із Західного берега. Ізраїль висловив невдоволення, що «ЄС вибрав з політичних міркувань зробити такий винятковий і дискримінаційний крок, натхненний рухом бойкоту, особливо в цей час, коли Ізраїль стикається з хвилею тероризму, спрямованою на всіх і всіх його громадян», додавши, що рішення про маркування «має наслідки для відносин Ізраїль-ЄС». Прем'єр-міністр Ізраїлю Біньямін Нетаньяху повторив, що це рішення було «лицемірним і [встановило] подвійні стандарти», додавши, що ЄС «повинно бути соромно» за свої дії. Сполучені Штати заявили, що не розглядають крок ЄС як бойкот.

### Галузеві угоди

#### Угода про вільну торгівлю фармацевтичними препаратами ACAA (2012 р.)
Оновлення Угоди про асоціацію вже давно призупинено після голосування в Європейському парламенті за відкладення цього питання в грудні 2008 року через триваюче будівництво поселень і блокаду сектора Газа.
Угоди про оцінку відповідности та прийняття промислових продуктів (ACAA), які зосереджені на фармацевтичній продукції, були прийняті Європейським парламентом 23 жовтня 2012 року після дебатів, які тривали більше двох років. Ратифікація ACAA спростить експорт ізраїльських фармацевтичних та інших товарів до 27 країн-членів ЄС, і навпаки. Після суперечливих дебатів 379 членів Європарламенту проголосували «за», а 230 — проти. ACAA відповідають рішенню Британії про непреференційний доступ до товарів, вироблених в ізраїльських поселеннях.

#### Угода про відкрите небо
У червні 2013 року Ізраїль та ЄС підписали угоду про відкрите небо, яка набула чинности у 2018 році.

## Сфери співпраці

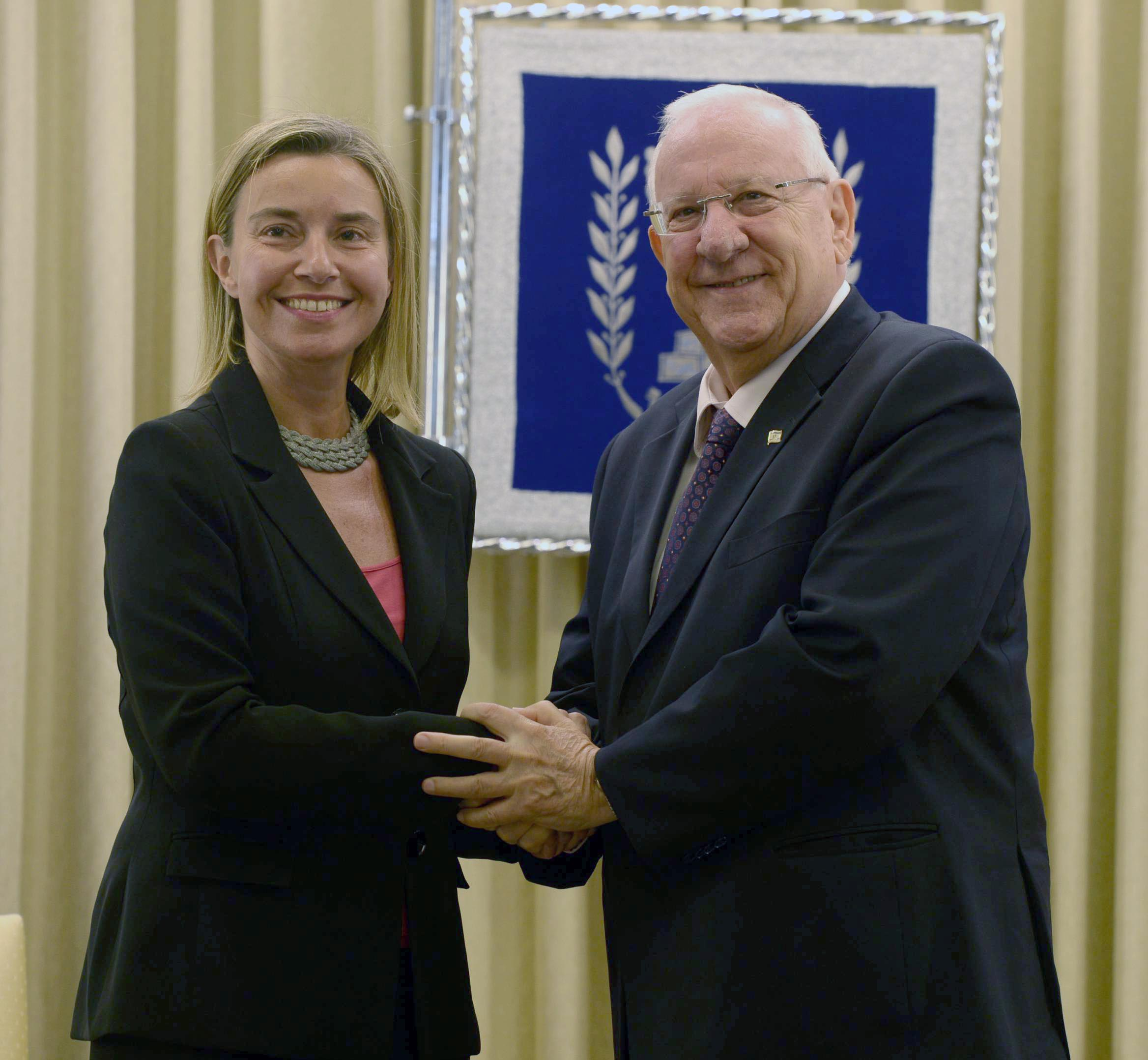
Президент Ізраїлю Реувен Рівлін з Федерікою Могеріні, 2015 рік

### Торгівля
Торгівля між ЄС та Ізраїлем здійснюється на основі Угоди про асоціацію. Європейський Союз є найбільшим торговельним партнером Ізраїлю. У 2013 році загальний обсяг двосторонньої торгівлі (без діамантів ) перевищив 27 мільярдів євро. У 2013 році 32% експорту Ізраїлю (крім діамантів) надійшло до ЄС, а 34% його імпорту (без діамантів) – з ЄС.
Загальна торгівля ЄС з Ізраїлем зросла з 19,4 млрд євро в 2003 році до 31,0 млрд євро в 2012 році і 31,4 млрд євро в 2013 році. Експорт ЄС до Ізраїлю в 2013 році досяг 17,9 млрд євро, тоді як імпорт з Ізраїлю становив 13,5 млрд євро. Дефіцит торгівлі з Ізраїлем становив 4,4 мільярда євро на користь ЄС у 2013 році.
Відповідно до Євро-Середземноморської угоди ЄС та Ізраїль мають вільну торгівлю промисловими продуктами. Сторони надали одна одній значні торгові поступки на певну сільськогосподарську продукцію у формі зниження або скасування тарифів у межах квот або в необмеженій кількості.

### Наука і культура
Ізраїль був першою неєвропейською країною, яка була приєднана до Рамкової програми Європейського Союзу з досліджень і технічного розвитку (RTD). Особливий статус Ізраїлю є результатом його високого рівня наукового та дослідницького потенціалу та густої мережі давніх відносин у науково-технічному співробітництві між Ізраїлем та ЄС. Європейська комісія підписала угоду з Ізраїлем у липні 2004 року, що дозволяє йому брати участь у проєкті ЄС « Галілео» щодо створення глобальної навігаційної супутникової системи. Станом на 2014 рік Ізраїль був членом Європейської наукової організації CERN, ставши єдиним неєвропейським членом.

### Європейсько-середземноморські регіональні програми
Ізраїль через свій високий національний дохід не має права на двостороннє фінансування в рамках MEDA. Проте вона брала участь у широкому спектрі євро-середземноморських регіональних програм, що фінансуються в рамках MEDA:
- Молоді ізраїльтяни беруть участь у програмах молодіжного обміну разом зі своїми європейськими та середземноморськими колегами в рамках Програми дій для молоді Євро-Середовищі.[23]
- Ізраїльські режисери отримали вигоду від фінансування та навчання в рамках Євро-Мед аудіовізуальної програми.[24]
- Ізраїльські університети беруть участь у форумі економічних інститутів FEMISE[25], а торгові палати та асоціації роботодавців беруть участь у таких програмах, як UNIMED та ArchiMedes.[26]
- Такі інститути, як Управління старожитностей Ізраїлю, беруть участь у Euromed Cultural Heritage.[27]

## Відкриті питання

### Позов про розкриття фінансування ЄС ізраїльських неурядових організацій
Європейський Союз піддавався критиці за фінансування ізраїльських правозахисних неурядових організацій (НУО). NGO Monitor стверджує, що вони виявили понад 48 мільйонів доларів США, які були виділені ізраїльським та палестинським НУО Європейською комісією. У відповідь ізраїльський Кнесет спробував прийняти два законопроєкти, які обмежують суму, яку може пожертвувати іноземний уряд або організація. Однак ці два законопроєкти так і не були прийняті.
У 2012 році Європейський суд відхилив позов, який вимагав від Європейського Союзу оприлюднити деталі фінансування ізраїльських неурядових організацій. У позові, поданому в січні 2010 року, Європейська комісія не виконала зобов’язань щодо прозорости Європейського Союзу після того, як НУО Monitor протягом 13 місяців намагалася отримати документацію з детальною інформацією про фінансування неурядових агенцій ЄС. Відповідно до Європейського закону про свободу інформації, такі відомості про фінансування мають бути доступними за запитом. Однак, відхиляючи запит на інформацію, ЄК посилалася на «громадську безпеку», «конфіденційність» та «комерційні інтереси». 

### Взаємозв'язок з політикою мирного процесу на Близькому Сході
Європейський Союз надає велике значення пошуку справедливого та остаточного врегулювання арабо-ізраїльського конфлікту та підтримує ініціативи щодо подальшого ізраїльсько-палестинського мирного процесу через роль Спеціального посланника з близькосхідного мирного процесу через свою участь у підтримка «четвірки» (ЄС, США, Росія, ООН), її програм гуманітарної та іншої допомоги палестинцям на Західному березі річки Йордан і в секторі Газа, на підставі зобов’язань, взятих на себе Ізраїлем, Палестинською автономією та ЄС у Плани дій Європейської політики сусідства, а також через програми громадянського суспільства та міжлюдських контактів. ЄС також є найбільшим донором допомоги палестинським автономним районам.
ЄС більш критично ставився до Ізраїлю і більше підтримував палестинців, ніж США. Загальна позиція ЄС полягає в тому, що палестинська держава має базуватися на кордонах 1967 року з обміном земель, Єрусалим повинен бути розділений і стати столицею обох держав, а також бути знайдено шляхом переговорів врегулювання питання палестинських біженців, хоча країни-члени мають іноді розділялися з цих питань. Проте всі країни ЄС повсюдно вважають ізраїльські поселення незаконними згідно з міжнародним правом. ЄС наполягав на тому, що не визнаватиме жодних змін кордонів 1967 року, крім тих, які були узгоджені між сторонами. Таким чином, програма поселення Ізраїлю призвела до напружености. Але найскладнішим із цих питань є Єрусалим. Ізраїль наполягає на тому, що місто залишиться його нерозділеною столицею, і різко виступає проти його повторного поділу. Ізраїль не вважає єврейські квартали у Східному Єрусалимі поселеннями, тоді як ЄС вважає. Східний Єрусалим був де-факто частиною Ізраїлю після односторонньої анексії Ізраїлем цієї території, в той час як ЄС разом з рештою міжнародної спільноти розглядає його як окуповану територію, що підлягає переговорам. ЄС часто критикував єврейське будівництво у Східному Єрусалимі.
У 2008 році, під час головування Франції в Раді, Європейський Союз намагався розширити співпрацю зі США з близькосхідних питань, зокрема з метою координації спільного тиску на Ізраїль. Наприкінці 2009 та 2010 років в документі ЄС, розробленому Швецією, закликав розділити Єрусалим і стати спільною столицею Ізраїлю та палестинської держави, а також критикував будівлю Ізраїлю в Східному Єрусалимі. Проєкт зустрівся з ізраїльською опозицією і врешті-решт не був прийнятий.
Міністри закордонних справ Європейського Союзу вітали умовне схвалення прем'єр-міністром Біньяміна Нетаньяху майбутньої палестинської держави в червні 2009 року, але заявили, що цього недостатньо, щоб підняти зв'язки ЄС-Ізраїль на більш високий рівень, і поставили під сумнів умови, встановлені для підтримки палестинської держави і Нетаньяху. оборона єврейських поселень. У грудні 2010 року група з 26 колишніх державних діячів ЄС, включаючи колишнього главу закордонних справ Хав'єра Солану, подала письмову петицію із закликом до ЄС заборонити імпорт продуктів поселення, змусити Ізраїль сплачувати більшість допомоги, яку вимагають палестинці. покращити дипломатичні відносини до заморожування поселень і відправити делегацію високого рівня до Східного Єрусалиму, щоб підтримати претензії палестинців на суверенітет. Прохання було відхилено главою закордонних справ Кетрін Ештон.
Звинувачення в антиізраїльській упередженості та новому антисемітизмі всередині ЄС висували євроскептики, такі як Найджел Фарадж з Партії незалежности Сполученого Королівства. Євроскептичні євродепутати, такі як Фарадж, також розкритикували нібито 300 мільйонів євро на рік (станом на 2009 рік), які надходять Палестинській національній адміністрації від ЄС.
ЄС також дуже критично ставився до військових дій Ізраїлю на палестинських територіях і в Лівані, часто називаючи їх «непропорційними» та «надмірною силою» та закликаючи до негайного припинення вогню. Під час операції «Захисний щит» у 2002 році Європейський парламент прийняв необов’язкову резолюцію із закликом до економічних санкцій проти Ізраїлю та ембарго на поставки зброї для обох сторін. Після війни в Газі Європейський парламент схвалив звіт Голдстоуна. ЄС також критикував блокаду Ізраїлю Гази, називаючи це «колективним покаранням».
Держави-члени ЄС не мали спільної відповіді на оголошення Палестинської автономії про проголошення незалежности у вересні 2011 року в рамках дипломатичної кампанії Palestine 194 з метою отримання членства Держави Палестина в Організації Об’єднаних Націй. Деякі заявили, що можуть визнати державу, якщо переговори не пройдуть, або покарати Ізраїль за будівництво поселення. Коли Палестина була прийнята до ЮНЕСКО як повноправний член у жовтні 2011 року, п’ять держав-членів ЄС були серед 14 країн, які приєдналися до Ізраїлю у голосуванні проти (Чехія, Німеччина, Литва, Нідерланди та Швеція); одинадцять проголосували за членство Палестини (Австрія, Бельгія, Кіпр, Фінляндія, Франція, Греція, Ірландія, Люксембург, Мальта, Словенія, Іспанія), а одинадцять утрималися (Болгарія, Данія, Естонія, Угорщина, Італія, Латвія, Португалія, Польща Румунія, Словаччина, Сполучене Королівство).
Новий президент Європарламенту Мартін Шульц підтвердив, що відносини з Ізраїлем залишаться замороженими, доки не зрушиться мирний процес.
У секретному робочому документі, підготовленому європейськими посольствами в Ізраїлі, частина якого була отримана газетою Haaretz, рекомендувалося Європейському Союзу вважати ставлення Ізраїлю до своїх арабських громадян «основним питанням, а не другим рівнем ізраїльсько-палестинського конфлікту». Інші питання, які вважаються істотними для відносин з Ізраїлем, включають відсутність прогресу в мирному процесі, тривалу окупацію палестинських територій, визначення Ізраїлем себе як єврейського та демократичного, а також вплив ізраїльського арабського населення. Міністерство закордонних справ Ізраїлю відповіло, що члени Ради Безпеки ЄС назвали цю «недоречну сварку», яка зробила б їх «невідповідними», і звинуватив ЄС у «втручанні» у внутрішні справи Ізраїлю. Однак у ЄС була розділена внутрішня реакція на робочий документ: країни, включно з Сполученим Королівством, домагалися конкретних каральних заходів проти Ізраїлю, якщо вони не вирішують ізраїльські арабські проблеми, тоді як інші країни, включаючи Польщу та Нідерланди, чітко висловили свою протидію таким діям. Остаточний документ не містив жодних конкретних запланованих ЄС дій з питань, які він обговорював.
У секретному документі делегатів ЄС, отриманому Ynet, пропонується фінансувати палестинські будівельні проєкти в зоні C на Західному березі без співпраці Ізраїлю, що підриває контроль Ізраїлю. Згідно з угодами в Осло, зона С знаходиться під повним ізраїльським цивільним контролем і контролем безпеки. Він містить усі поселення на Західному березі Ізраїлю та невелике палестинське населення. У документі висловлюється стурбованість тим, що політика Ізраїлю підірве перспективу створення палестинської держави на кордонах 1967 року, і закликає Ізраїль підтримувати палестинське будівництво в зоні С і в Східному Єрусалимі.
Опублікована на початку 2012 року доповідь ЄС настійно закликала ЄС прийняти більш «активну та видиму» реалізацію своєї політики щодо Ізраїлю та мирного процесу. Потенційно радикальна пропозиція щодо «відповідного законодавства ЄС для запобігання/перешкоджання фінансовим операціям на підтримку розрахункової діяльности» стала першою ознакою того, що деякі країни-члени прагнули відторгнення європейських компаній від компаній, активно залучених до розрахункового підприємства. Згідно з одним тлумаченням пропозиції, Комісія буде використовувати законодавство, щоб змусити компанії в Європі розірвати свої зв’язки з підприємствами, які займаються будівництвом поселень і комерційною діяльністю. У звіті також рекомендовано ЄС підготувати чорний список поселенців, причетних до насильства, щоб, можливо, заборонити їм в'їзд до країн-членів ЄС, заохочувати діяльність і представництво ООП у Східному Єрусалимі, а також для того, щоб високопосадовці ЄС уникали супроводу ізраїльських представників або безпеки. персонал у Східному Єрусалимі. Питання ООП/Фатху та Східного Єрусалиму стало гарячою точкою між Ізраїлем та багатьма країнами ЄС, оскільки дипломати ЄС часто зустрічалися зі своїми палестинськими колегами в місті, але рідко зустрічалися з урядовими чиновниками Ізраїлю (навіть у Західному Єрусалимі, який ЄС розглядає як поточну і майбутню частину Ізраїлю), що також пов’язано з тим, як ЄС намагався представити Тель-Авів столицею Ізраїлю, незважаючи на те, що центральна резиденція уряду та більшість державних установ розташовані в Єрусалимі. 
Ще одна доповідь ЄС за 2012 рік рекомендувала ЄС підірвати контроль Ізраїлю над зоною C на Західному березі, продовжуючи та фінансуючи палестинські будівельні проєкти, здійснені без отримання ізраїльських дозволів на будівництво, які необхідні в зоні C.
Верховний представник ЄС із питань зовнішньої політики Кетрін Ештон заявила, що з великим занепокоєнням слідкує за справою Хадера Аднана, ув'язненого, який голодує, затриманого без суду в Ізраїлі. Аднан припинив голодування через 66 днів, досягнувши угоди з прокурорами за годину до того, як його справу мав розглянути Верховний суд Ізраїлю. ЄС критикував ізраїльську систему адміністративного затримання.
У 2013 році ЄС прийняв обов’язкову директиву, згідно з якою уряд Ізраїлю зобов’язаний зазначати в будь-яких майбутніх угодах з ЄС, що поселення на Західному березі, включаючи Східний Єрусалим, знаходяться за межами держави Ізраїль. Директива частково реалізує попередню заяву міністрів закордонних справ ЄС про те, що «всі угоди між державою Ізраїль та ЄС повинні недвозначно і чітко вказувати на їх непридатність до територій, окупованих Ізраїлем у 1967 році». Інструкції забороняють видачу грантів, фінансування, призів або стипендій ЄС ізраїльським організаціям, якщо не включено положення про виключення поселення. Ізраїльські установи та органи, розташовані за «зеленою лінією» до 1967 року, будуть автоматично непридатні. Директива ЄС подібна до тієї, яку підписали Сполучені Штати та Ізраїль у 1972 році, згідно з якою Ізраїль зобов’язався в обмін на фінансування науки обмежити проєкти в межах 1967 року. Інструкції не обмежують гранти, які надаються окремими країнами-членами ЄС. Напередодні публікації Керівних принципів в Ізраїлі стався політичний і медіа-шторм. ЗМІ припускають, що Ізраїль вживе певних заходів проти ЄС. Майя Коціянчич, речниця вищого представника ЄС із зовнішньої політики Кетрін Ештон, сказала: «ЄС стурбований повідомленнями в ізраїльських ЗМІ про те, що міністр оборони Ізраїлю оголосив про низку обмежень, що впливають на діяльність ЄС на підтримку палестинського народу. Ми не отримували жодного офіційного повідомлення від ізраїльської влади. Наші делегації на місці шукають термінових роз’яснень».
Ізраїль у відповідь на цю ініціативу заявив, що не буде підписувати жодних майбутніх угод з ЄС, доки не «прояснить» свою позицію щодо того, що жодна ізраїльська організація, яка має зв’язки за «зеленою лінією», не може співпрацювати або отримувати фінансування ЄС.

## Членство Ізраїлю в ЄС
Уряд Ізраїлю кілька разів натякав, що заявка на членство в ЄС є можливим, але сам ЄС пропонує натомість якнайтіснішу інтеграцію, «якщо не досягає повного членства». Швидшому просуванню таких планів дещо гальмує поточна нестабільність на Близькому Сході та конфлікти на Західному березі, у секторі Газа та Лівані. Європейська громадська думка щодо деяких політик Ізраїлю, особливо щодо тих, що стосуються вищезгаданих сфер конфлікту, загалом погана.
Колишній Високий представник Європейського Союзу з питань спільної зовнішньої політики та політики безпеки Хав'єр Солана заявив у 2009 році, що Ізраїль має дуже значущі відносини з ЄС, які сягають майже повної співпраці через участь у програмах ЄС. Колишній міністр закордонних справ Іспанії Мігель Анхель Моратінос висловився за "привілейоване партнерство, що пропонує всі переваги членства в ЄС, без участі в інституціях". 11 січня 2005 року комісар з промисловости та віце-президент комісії Ґюнтер Фергойґен навіть запропонував можливість валютного союзу та спільного ринку з Ізраїлем.
Однак дедалі більше країн-членів ЄС розглядають можливість офіційного визнання Держави Палестина , що означає, що Ізраїль може виступати проти членства в ЄС, або члени ЄС можуть виступати проти інтеграції Ізраїлю з політичних і культурних мотивів. 

### Кваліфікація
Хоча Ізраїль географічно не розташований у Європі, він є членом багатьох європейських транснаціональних федерацій та структур, а також бере участь у багатьох європейських спортивних подіях та в пісенному конкурсі Євробачення.

### Підтримка
Принцип приєднання Ізраїлю до Європейського Союзу підтримали деякі політики як в Ізраїлі, так і в Європі, в тому числі;
- Колишній міністр закордонних справ Ізраїлю Сільван Шалом[61]
- Міністр стратегічних справ Ізраїлю Авігдор Ліберман[62]
- Колишній прем'єр-міністр Італії Сільвіо Берлусконі[63]
- Колишній прем’єр-міністр Іспанії Хосе Марія Аснар у 2014 році заявив, що Ізраїль потрібен Європейському Союзу, виступаючи в британській палаті громад. Азнар сказав, що його доповідь рекомендує, щоб через свою західну культуру та переваги, які вона приносить Європейському Союзу, Ізраїль повинен стати повноправним членом ЄС без попередніх умов.[64]
- У 2012 році колишній міністр закордонних справ Болгарії Соломон Пассі заявив, що Ізраїль має більш наполегливо прагнути приєднатися до НАТО та Європейського Союзу.[65]
- Два італійських депутата від Транснаціональної радикальної партії, Марко Панелла та Марко Каппато, проводили кампанію за членство Ізраїлю в 2006 році.[66]

## Подальше читання
- Ahlswede, Stefan (2009). Israel's European Policy after the Cold War. Düsseldorf Series on International Law and Policy. Baden-Baden: Nomos. ISBN 978-3-8329-4817-7.
- Del Sarto, ред. (2015). Fragmented Borders, Interdependence, and External Relations: The Israel-Palestine-European Union Triangle. Houndsmill: Palgrave. ISBN 978-1-137-50414-2.
- Del Sarto, Raffaella A. (2014). Defining Borders and People in the Borderlands: EU Policies, Israeli Prerogatives, and the Palestinians. Journal of Common Market Studies. 52 (2): 200—216. doi:10.1111/jcms.12071.
- Del Sarto, Raffaella A. (2011). Plus ça change…? Israel, the EU and the Union for the Mediterranean. Mediterranean Politics. 16 (1): 117—153. doi:10.1080/13629395.2011.547395.
- Musu, Costanza (2010). European Union Policy towards the Arab–Israeli Peace Process. The Quicksands of Politics. Basingstoke: Palgrave Macmillan. ISBN 978-0-230-55312-5.
- Pardo, Sharon; Peters, Joel (2010). Uneasy Neighbors: Israel and the European Union. Lanham, MD: Lexington. ISBN 978-0-7391-2756-8.
- Pardo, Sharon. (2014). "Two Vignettes on Israeli–European Economic Community Relations in the late 1950s." Israel Journal of Foreign Affairs VIII:1, 95–101
- Persson, Anders (2015). The EU and the Israeli-Palestinian Conflict, 1971–2013: In Pursuit of a Just Peace. Lanham: Lexington Books.